# 克林特·里曼斯
克林特·里曼斯（荷蘭語：Clint Leemans；1995年9月15日—）是一位荷蘭足球運動員。在場上的位置是中後衛。現時被荷甲球隊施禾利外借至華域克。